# Эскадренные миноносцы типа «Хуссар»
Эскадренные миноносцы типа «Хуссар» (чеш. Třída malých torpédoborců Huszár) — тип эскадренных миноносцев, состоявших на вооружении флота Австро-Венгрии и участвовавших в Первой мировой войне. Они строились с 1905 по 1911 годы. Всего было построено 12 кораблей с именами «Csikós» (Чикош), «Dinara» (Динара), «Huszár» (Гусар), «Pandúr» (Пандур), «Réka» (Река), «Scharfschütze» (Шарфшутце), «Streiter» (Штрайтер), «Turul» (Турул), «Ulan» (Улан), «Uskoke» (Ускоке), «Velebit» (Велебит) и «Wildfang» (Вильдфанг). Семь из них были построены на верфи в Риеке, четыре в Триесте и один в Пуле Корабль похожего типа также начал строиться в Триесте по китайскому заказу, но после отмены заказа был куплен флотом  и носил имя «Варасдинер».

## Конструкция
В состав двигательной установки входили 4 котла Yarrow и две вертикальные паровые машины.
Номинальная мощность каждой паровой машины составляла 3000 л. с. По расчётам, это должно было обеспечить максимальную скорость
28,5 узла и продолжительную 28 узлов. «Улан» на испытаниях 12 июля 1906 года развил максимальную скорость 29,27 и среднюю 28,62 узла при водоизмещении 377 т и мощности 6221 л. с. Другие корабли, также продемонстрировали неплохие результаты: «Вильдфанг» развил 29 узлов при
мощности 6590 л. с., «Шарфшютце» в течение трехчасового пробега держал среднюю скорость 28,72 узла.

### Вооружение
Основным вооружением были пушки калибров 47 и 66 мм, и два или три торпедных аппарата. В 1910 году орудия калибром 47 мм были заменены дополнительно 5 пушками калибра 66 мм, а во время войны добавилось ещё одно такое орудие.

## Служба
Корабли несли активную службу в Адриатическом море в годы Первой мировой войны. Два корабля — «Вильфанг» и «Штрайтер» — затонули в годы войны: «Вильфанг» 4 июня 1917 года натолкнулся на мину, а «Штрайтер» 14 апреля 1918 столкнулся с торговым судном «Петка». После окончания войны семь кораблей — «Чикош», «Динара», «Гусар», «Шарфшутце», «Турул», «Ускоке» и «Велебит» были переданы флоту Италии, «Пандур» и «Река» — Франции, «Улан» — Греции (переименован в «Смирни», нёс службу до 1928 года).